# Liste der Baudenkmäler in Obersöchering

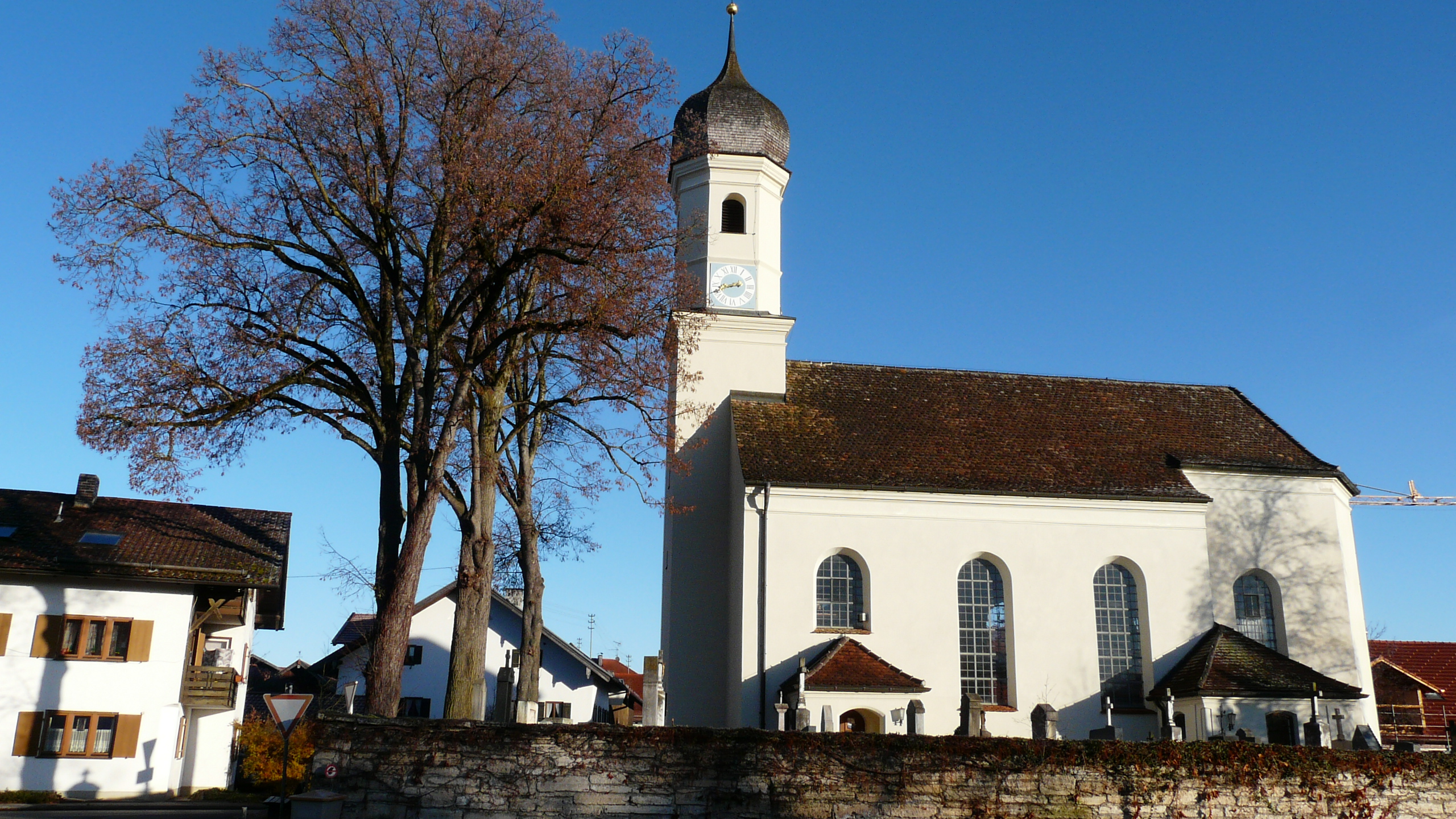
St. Peter und Paul in Obersöchering

Auf dieser Seite sind die Baudenkmäler in der oberbayerischen Gemeinde Obersöchering zusammengestellt. Diese Tabelle ist eine Teilliste der Liste der Baudenkmäler in Bayern. Grundlage ist die Bayerische Denkmalliste, die auf Basis des Bayerischen Denkmalschutzgesetzes vom 1. Oktober 1973 erstmals erstellt wurde und seither durch das Bayerische Landesamt für Denkmalpflege geführt wird. Die folgenden Angaben ersetzen nicht die rechtsverbindliche Auskunft der Denkmalschutzbehörde.

## Baudenkmäler nach Ortsteilen

### Obersöchering
| Lage                                              | Objekt                                          | Beschreibung | Akten-Nr.     | Bild           |
| ------------------------------------------------- | ----------------------------------------------- | --- | ------------- | -------------- |
| Alpenstraße 10 (Standort)                         | Kirche Mariä Himmelfahrt                        | Katholische Filialkirche, sogenannte Liebfrauenkirche, im Kern romanische Chorturmkirche mit stark eingezogenem Rechteckchor und Vorzeichen, um 1200, Langhaus in gotischer Zeit umgestaltet und 1768 vergrößert und barockisiert, südlich angefügte Sakristei; mit Ausstattung; Friedhofsmauer aus Tuffquadersteinen, 17./18. Jahrhundert | D-1-90-136-4  | weitere Bilder |
| Habacher Straße, neben der Pfarrkirche (Standort) | Kriegerdenkmal zum Gedenken an den 1. Weltkrieg | überlebensgroßer hl. Sebastian auf hohem Postament mit kleinem Brunnenbecken und Namenstafeln, Kunststein, nach 1918 | D-1-90-136-16 | BW             |
| Habacher Straße 2 (Standort)                      | Inschrift                                       | Haustafel des vorigen Pfarrhauses, bezeichnet mit dem Jahr 1639. | D-1-90-136-5  | Inschrift      |
| Hauptstraße 2 (Standort)                          | Bauernhaus                                      | Wohnteil des ehemaligen Bauernhauses, zweigeschossiger Putzbau mit geschnitzter Hochlaube und vorgezogenem Satteldach, mit neugotischen Formen, bezeichnet 1869. | D-1-90-136-7  | Bauernhaus     |
| Hauptstraße 4 (Standort)                          | Gasthof                                         | Zweigeschossiger langgestreckter Putzbau mit flachem Satteldach, Stallteil und Festsaal, im Kern Ende 18. Jahrhundert. | D-1-90-136-8  | Gasthof        |
| Nähe Habacher Straße (Standort)                   | Katholische Pfarrkirche St. Peter und Paul      | Saalbau mit spätgotischem, eingezogenem Polygonalchor und barockem Langhaus mit Westturm von 1728/29, südlich angefügte Sakristei, 1789 Umgestaltung; mit Ausstattung; Friedhofsmauer aus Tuffquadern, 18./19. Jahrhundert. | D-1-90-136-3  | weitere Bilder |

### Andere Ortsteile
| Lage                                     | Objekt                | Beschreibung | Akten-Nr.     | Bild           |
| ---------------------------------------- | --------------------- | --- | ------------- | -------------- |
| Egenried 3 (Standort)                    | Tyroler               | Bauernhaus mit reichem Trauf- und Giebelbundwerk, bemalt, zweite Hälfte 18. Jahrhundert; bemalte Stube, bezeichnet mit dem Jahr 1836. | D-1-90-136-2  | weitere Bilder |
| Egenried (Standort)                      | Dorfkapelle St. Anna  | Neuromanischer Saalbau mit eingezogener Apsis und kleinem Fassadenturm mit Spitzhelm, 1843/44; mit Ausstattung. | D-1-90-136-1  | weitere Bilder |
| Habaching (Standort)                     | Ortskapelle           | Kleiner verputzter Saalbau mit eingezogener Apsis und massivem Dachreiter, 1843; mit Ausstattung. | D-1-90-136-10 | Ortskapelle    |
| Reinthal, Gländ (Standort)               | Ortskapelle           | Kleiner, verschalter Holzbau mit dreiseitigem Schluss, 1787; mit Ausstattung. | D-1-90-136-11 | weitere Bilder |
| Reinthal 1 (Standort)                    | Bauernhaus            | Stattlicher, zweigeschossiger Satteldachbau mit Risalit und Belvedere an der Ostseite, um 1820/30 errichtet, später verändert. | D-1-90-136-15 | weitere Bilder |
| Untersöchering, Kirchstraße 3 (Standort) | Kirche St. Margaretha | Katholische Filialkirche, im Kern romanischer Saalbau mit gotischem Polygonalchor und eingestelltem Nordturm mit Steildach, 12. Jahrhundert, 1728 barockisiert, südlich angefügte Sakristei; mit Ausstattung; Friedhofsmauer aus Tuffquadern, 18./19. Jahrhundert. | D-1-90-136-12 | weitere Bilder |

## Abgegangene Baudenkmäler
| Lage                                   | Objekt         | Beschreibung | Akten-Nr.     | Bild |
| -------------------------------------- | -------------- | --- | ------------- | ---- |
| Untersöchering Dorfstraße 5 (Standort) | Getreidekasten | Ehemaliger Getreidekasten, obergeschossig, 2. Hälfte 16. Jahrhundert. (2019: Nach Auskunft der derzeitigen Bewohnerin des Anwesens Dorfstraße 5 ist dieser Getreidekasten schon seit einigen Jahren nicht mehr vorhanden) | D-1-90-136-14 | BW   |